# Episodi di 1600 Penn
La prima e unica stagione della serie televisiva 1600 Penn, composta da tredici episodi, è stata trasmessa sul network NBC dal 17 dicembre 2012 al 28 marzo 2013.
In Italia la stagione è andata in onda su Fox a partire dal 17 ottobre 2013.
| nº | Titolo originale                     | Titolo italiano               | Prima TV USA     | Prima TV Italia  |
| -- | ------------------------------------ | ----------------------------- | ---------------- | ---------------- |
| 1  | Putting Out Fires                    | Penn torna a casa             | 17 dicembre 2012 | 17 ottobre 2013  |
| 2  | The Skiplantic Ocean                 | Fare il padre                 | 10 gennaio 2013  | 24 ottobre 2013  |
| 3  | So You Don't Want to Dance           | Ritorno alla danza            | 17 gennaio 2013  | 31 ottobre 2013  |
| 4  | Meet the Parent                      | Appuntamento alla Casa Bianca | 24 gennaio 2013  | 7 novembre 2013  |
| 5  | Frosting Nixon                       | La campagna elettorale        | 7 febbraio 2013  | 14 novembre 2013 |
| 6  | Skip the Tour                        | Questioni di famiglia         | 21 febbraio 2013 | 21 novembre 2013 |
| 7  | To the Ranch                         | Tutti al ranch!               | 28 febbraio 2013 | 28 novembre 2013 |
| 8  | Live From the Lincoln Bedroom        | L'orgoglio di papà            | 7 marzo 2013     | 5 dicembre 2013  |
| 9  | Game Theory                          | Giochi di potere              | 14 marzo 2013    | 12 dicembre 2013 |
| 10 | The Short Happy Life of Reba Cadbury | Skip resta bambino            | 21 marzo 2013    | 19 dicembre 2013 |
| 11 | Dinner, Bath, Puzzle                 | Cena, bagno e puzzle          | 21 marzo 2013    | 26 dicembre 2013 |
| 12 | Bursting the Bubble                  | Una bolla di sapone           | 28 marzo 2013    | 2 gennaio 2014   |
| 13 | Marry Me, Baby                       | Il certificato di matrimonio  | 28 marzo 2013    | 9 gennaio 2014   |